# Kampagne gegen geistige Verschmutzung in China
Die Kampagne gegen geistige Verschmutzung (chinesisch 清除精神污染, Pinyin Qīngchú jīngshén wūrǎn) war eine politische Kampagne, die sich gegen westliche Einflüsse und deren Auswirkungen im Denken wandte. Sie wurde von konservativen Fraktionen innerhalb der Kommunistischen Partei Chinas geführt und dauerte von Oktober 1983 bis Dezember 1983. Im Allgemeinen wollten ihre Befürworter westlich inspirierte liberale Ideen unter der chinesischen Bevölkerung unterdrücken, ein Nebenprodukt der wirtschaftlichen Reform- und Öffnungspolitik, die 1978 begann.
Laut Deng Liqun, dem Propaganda-Chef der Partei zum Zeitpunkt der Kampagne, ist geistige Verschmutzung „ein bewusst vager Begriff, der jede Art bürgerlichen Imports von der Erotik bis zum Existentialismus umgibt“ und soll sich auf „obszöne, barbarische oder reaktionäre Materialien, vulgären Geschmack in künstlerischen Darbietungen, Schwelgen im Individualismus“ sowie Aussagen, die „dem sozialen System des Landes zuwiderlaufen“, beziehen.
Die Kampagne erreichte ihren Höhepunkt Mitte November 1983 und geriet größtenteils 1984 nach der Intervention von Deng Xiaoping in Vergessenheit. Allerdings wurden Elemente der Kampagne während der Kampagne gegen bourgeoise Liberalisierung Ende der 1980er Jahre gegen den Generalsekretär der liberalen Partei Hu Yaobang wieder aufbereitet.

## Entstehung
Nach Richard Baum, emeritierter Professor für politische Wissenschaften an der UCLA und China-Beobachter, kann gesagt werden, dass die Kampagne gegen geistige Verschmutzung ihre Herkunft dem Zwölften Parteitag im September 1982 verdankt, auf dem Deng Xiaoping seine Absicht bekundete, Chinas Weg zur wirtschaftlichen Modernisierung und Liberalisierung fortzusetzen, ein Prozess, den er bereits 1978 initiiert hatte. In dem Versuch, das Gleichgewicht zwischen den konservativen und gemäßigten Fraktionen in der Partei aufrechtzuerhalten, verlegte Deng seinen Schwerpunkt der Liberalisierung auf weitere wirtschaftliche Entwicklungen. Des Weiteren rief er dazu auf, Chinas „sozialistisch ideologische Zivilisation“ weiter aufzubauen, sodass die sozialistisch ideologische Orientierung bewahrt bleibe und China vor unerwünschten gesellschaftlichen Auswirkungen des „bürgerlichen Liberalismus“ geschützt werde, der seit der Politik der Öffnung im Jahre 1978 hereinzutröpfeln begann. Während des Parteikongresses warnte Hu Yaobang, dass „kapitalistische Kräfte und andere Kräfte, die unserer sozialistischen Sache gegenüber feindlich gesinnt sind, versuchen werden, uns zu verderben und unserem Land zu schaden“. Hu ermahnte die Parteimitglieder, den kommunistischen Idealen und Disziplinen treu zu bleiben.
Der Zwölfte Parteikongress legte auch die Grundlagen für die Errichtung einer neuen Verfassung, die vom Nationalen Volkskongress im Dezember desselben Jahres verabschiedet wurde. Die Verfassung lehnte die ultralinke Ideologie der Mao-Ära ab, stellte einen größeren Schutz der Würde und bürgerlichen Freiheiten der Bürger sicher und befürwortete ein ordnungsgemäßes, institutionalisiertes und verantwortliches Rechtssystem. Die neue Verfassung trug jedoch auch zu erheblichen Einschränkungen bei. Sie legte beispielsweise fest, dass die Freiheit der Privatsphäre und Korrespondenz der Bürger nur so lange geschützt sei, bis es die Interessen des Staates erfordern würden, diese einzuschränken.
Nach den Revisionen der Verfassung Ende 1982 wuchs der kritische akademische Diskurs an. Gelehrte forderten eine größere Achtung der Menschenwürde und der Freiheiten sowie einer Aussöhnung der sozialistischen und humanistischen Ideale. Im Frühjahr 1983 erreichten die Forderungen nach einer humanistischeren Gesellschaft einen Höhepunkt, wobei die Gelehrten die Exzesse der sozialistischen Diktatur offen kritisierten.
Obwohl einige chinesische Funktionäre, darunter Deng Liqun, im Juni 1983 einen gewissen Wert in den Schriften der humanistischen Intellektuellen sahen, wuchs die Befürchtung, dass Kritik dieser Art das politische und ideologische Fundament, also die Legitimität der Kommunistischen Partei, stark untergraben könnte. Im Juni 1983 hielt Zhao Ziyang bei der Eröffnung des 6. Nationalen Volkskongresses eine Ansprache, in der er vor den wachsenden liberalen Tendenzen in akademischen und künstlerischen Kreisen warnte, und kritisierte solche Entwicklungen als Repräsentanten einer dekadenten Ideologie, die mit den Zielen des Sozialismus im Widerspruch stehen. Zhao verknüpfte diese Tendenzen in literarischen und künstlerischen Kreisen mit zunehmender Kriminalität, Mord, Vergewaltigung und Korruptionsfällen, und machte die zunehmende Kriminalitätsrate für die „politische und ideologische Apathie“ verantwortlich. Er forderte die Strafverfolgung auf, mit einer harten Kampagne zuzuschlagen, um Gegenrevolutionäre und kriminelle Aktivitäten zu unterdrücken.
Nach Zhaos Rede begannen konservative Partei-Zeitschriften, die jüngste Verbrechenswelle mit dem wissenschaftlichen Diskurs über Humanismus zu verbinden. Beispielsweise erklärten die Redakteure der Roten Fahne, dass sich „verschiedene Arten von Verbrechen zwangsläufig dort ergeben müssen, wo der Einfluss des bürgerlichen extremen Individualismus ... noch vorhanden ist. [...] Wenn wir von ‚Gnade‘ und ‚Humanismus‘ sprechen, wird es eine große Verletzung unserer Pflicht sein ... für die Sache des Sozialismus“.

## Die Kampagne
Im Oktober 1983, während des Zweiten Plenums des Zwölften Parteitags, beschuldigte Deng Xiaoping mehrere Arten von Individuen und intellektuellen Entwicklungen der Untergrabung der Parteiziele. Auf der linken Seite zielte er auf die restlichen linken Ideen der Kulturrevolution und diejenigen ab, die damals an die Macht gelangten, indem sie Lin Biao beziehungsweise der Viererbande folgten. Um die konservativen Fraktionen zu beruhigen, kritisierte er aber auch Intellektuelle und Parteimitglieder, die ihre Aufmerksamkeit auf Fragen des Humanismus gerichtet hatten. Deng kritisierte den Humanismus als „unmarxistisch“ und meinte, dass „er die Jugend in die Irre führe“. Er betonte die Notwendigkeit, die „geistige Verschmutzung“ zu bekämpfen, die durch die Liberalisierung herbeigeführt worden sei.
Obwohl Deng versuchte, Parteigenossen davor zu warnen, extreme Maßnahmen zu ergreifen, um rechts- oder linksseitige Probleme zu beheben, veröffentlichte die staatliche Presse kurz nach der Rede schrille Angriffe auf die bürgerlich liberalen Ideen des Humanismus und verurteilte die geistige Verschmutzung, die solch eine liberale Beeinflussung erzeuge. Dabei soll Deng Liqun, ein prominenter Konservativer in der Partei, hinter den Angriffen auf Humanismus und geistiger Verschmutzung gesteckt haben. Des Weiteren wurde beschrieben, dass die geistige Verschmutzung viele Formen haben könne, unter anderem übermäßigen Individualismus beinhalte sowie ein unwiderstehliches Verlangen nach Geld, die Praxis des „feudalen Aberglaubens“ und die Verbreitung von Pornografie. Westliche Frisuren, Kleidung und Gesichtshaare wurden ebenso als symptomatisch für geistige Verschmutzung kritisiert.
Der Spiegel berichtete, dass der Schriftsteller Bai Hua, einst berühmt wegen seiner Mao-Kritik, plötzlich öffentlich angegriffen wurde, da er einen politischen Kurs vertreten würde, der dem Sozialismus widerspreche. In Sichuan konfiszierte die Polizei tausend Bücher als „vulgär“. In der Provinz Hubei mussten sechs Zeitschriften, die nach dem Sturz der Viererbande entstanden waren, wegen „minderwertiger Qualität“ ihr Erscheinen einstellen. In der Provinz Guangdong wurden Verkäufer von pornographischen Videos verhaftet; in Kanton der Hotelbesitzer Li Hua mit einer Geldstrafe belegt, weil in seinem Café eine der Sängerinnen zu viel Bein gezeigt hatte. Weitere Symptome geistiger Verschmutzung, die angeprangert wurden, waren die Wiederbelebung der Religion in Tibet, Anzeigen für ausländische Produkte aufzugeben, mit ausländischen Sportlern in Berührung zu kommen, sich für sentimentale Lieder zu interessieren, einen angeblich mondänen Haarschnitt zu haben oder zu exzentrische Kleidung zu tragen ... Da in der Bevölkerung immer mehr Ängste entstanden, dass es eine neue Kulturrevolution geben könnte und niemand mehr wusste, was richtiges Verhalten und was geistig verschmutzt sei, und sogar zwei leitende Redakteure der Pekinger Volkszeitung ihre Posten verloren hatten, fanden in jeder Provinz, jedem Bezirk und jeder Stadt Versammlungen statt, um diese Ängste zu zerstreuen.
Richard Baum erwähnt, dass das, was auch immer Deng Xiaoping beabsichtigt hatte, aus der Spur geraten war. Sein Sohn Deng Pufang warnte ihn, dass diese Kampagne seine Reformbemühungen und seinen Ruf untergraben könnte, wenn diese zu heftig durchgeführt werde. Im Dezember 1983, weniger als zwei Monate nachdem die Kampagne begonnen hatte, intervenierte Deng Xiaoping, um den Kampf gegen die geistige Verschmutzung zu beenden.

## Bibliografie
- Christopher Hudson, The China Handbook (Regional Handbooks of Economic Development), Routledge, 1997, ISBN 978-1884964886
- Richard Baum, Reform and reaction in post-Mao China: the road to Tiananmen, Routledge, April 1991, ISBN 978-0415903189